# 永田町ストロベリィ
『永田町ストロベリィ』（ながたちょう-）は、酒井まゆによる日本の少女漫画作品。
漫画雑誌「りぼん」（集英社）の2003年2月号から2004年10月号まで連載された。また、「永田町ストロベリィ」の「永田町」は内閣総理大臣との関連性を示している。

## あらすじ
内閣総理大臣の娘であるという理由から、中学時代に嫌な思いを重ね、同じ失敗を繰り返すまいと、高校へは身の上を隠して入学しようと決めていた一ノ瀬妃芽。彼女は入学式の日、女生徒からお金を受け取っている少年を目撃した。クラスの女子の話によると、その少年は桐原夏野といい、中学ではファンクラブが出来るほどの人気を得ていたという。眉目秀麗、頭脳明晰、スポーツ万能、しかしお金と引き換えに女生徒とのデートやキスに応じているという噂もある夏野。その夏野が、どういうわけか妃芽が総理の娘だということを知っており……。

## 登場人物
一ノ瀬妃芽（いちのせ ひめ）
本作品の主人公で、内閣総理大臣の娘。ウェーブがかったロングヘアをしている。集英高校一年生。強気で惚れっぽい性格。得意科目は政治経済。特技は早起き。間の抜けているところがある。
桐原夏野（きりはら なつの）
集英高校一年生。眉目秀麗にして頭脳明晰。スポーツ万能のうえ料理もこなす。女生徒たちの憧憬を一身に集める存在。その人気を利用して、女生徒たちと有料でデートやキスに応じている。が、妃芽に止められ止めることになる。実は妃芽と出会う前から一ノ瀬首相と面識があったため、妃芽が首相の娘であることを知っていた。
小宮衣理（こみや えり）
集英高校一年生。妃芽の親友。桐原夏野に好意を寄せている。夏野とは中学校が同じ。一見頭が良さそうに見えるが、成績は良くない模様。
滝川芳貴（たきがわ よしき）
集英高校の生徒会長。一之瀬首相への接近を目的として妃芽に交際を申し込んだ。短期間の交際を経て破局。
広山賢一（ひろやま けんいち）
一之瀬首相の最年少秘書。26歳、愛知出身。動物が好きで、獣医になりたいという夢を持っていたが、政治の道を歩んでほしいという親の希望を優先し、T大法学部を経て現在の職に就く。ペットの玉三郎（首相官邸で飼っているアザラシ）にはカニやうなぎなどの高級食材を自費で買い与えて甘やかしている。妃芽からは「秘書山」と呼ばれている。
玉三郎（たまさぶろう）
一ノ瀬邸で飼っているアザラシ。性別は♂。とはいえ、広山が世話をしている。体毛は白。「もげ～」と鳴く。元は野生であり、母親とはぐれて衰弱していたが、たまたま現場に居合わせた広山が持っていたロブスターに食いついたことで、一ノ瀬邸に住み着くようになる。
桐原紅子（きりはら こうこ）
夏野の母。32歳だが、「お母さん」と呼ばれるのを嫌い、夏野には「紅子さん」と呼ばせている。夏野そっくりの容姿で美人。本人には表だって言わないが、夏野のことを常に考え大切に思っている。重い病気で長年入院していたが、最終的に手術が成功し、回復に向かう。

## 書誌情報
- 酒井まゆ 『永田町ストロベリィ』 集英社〈りぼんマスコットコミックス〉、全5巻[1]

1. 2003年7月15日第1刷発売、ISBN 4-08-856475-8
2. 2003年12月15日第1刷発売、ISBN 4-08-856508-8
3. 2004年4月15日第1刷発売、ISBN 4-08-856530-4
4. 2004年9月15日第1刷発売、ISBN 4-08-856561-4
5. 2005年2月15日第1刷発売、ISBN 4-08-856587-8